# Bryan Neese
Bryan Neese (ur. 30 sierpnia 1964) – amerykański trójboista siłowy, zawodnik Highland games i strongman.
Mistrz USA Strongman w roku 1999.

## Życiorys
Wziął udział w Mistrzostwach Świata Strongman 1999, jednak nie zakwalifikował się do finału.
Bryan Neese zakończył już karierę siłacza.
Wymiary:
- wzrost 187 cm
- waga 146 kg

Rekordy życiowe:
- przysiad 286,6 kg
- wyciskanie 273 kg
- martwy ciąg 318,5 kg

## Osiągnięcia strongman
- 1999
  - 1. miejsce - Mistrzostwa USA Strongman
- 2002
  - 12. miejsce - Mistrzostwa USA Strongman 2002